# Juana de Castro
Juana de Castro († 21. srpna 1374 Galicie) byla španělská šlechtična a krátce manželka kastilského krále Pedra Krutého.
Byla dcerou Pedra Fernandéze de Castro a nevlastní sestrou Inés de Castro, milenky portugalského krále Pedra. V roce 1354 se jako vdova stala ve městě Cuéllar chotí v té době stále ženatého kastilského krále. Údajně se tak stalo na králův nátlak.
| „              | ... ještě za života královny Blanky, se mu zalíbila paní Juana de Castro... A protože mu nikdo nestál v cestě, navrhl jí, aby se za něho provdala. A když nechtěla, protože král byl již ženatý, on pravil, že ji může přesvědčit, že tomu tak není. A nařídil biskupům z Ávily a ze Salamanky, aby prohlásili, že se může oženit. Oni ze strachu uposlechli... | “ |
| — Fernão Lopes | |   |

Krátce po sňatku král Juanu opustil a vrátil se opět ke své původní favoritce Marii z Padilly. Juana se uchýlila do Galicie a dál se titulovala královnou. V roce 1355 porodila králi syna, který se ale nikdy nedočkal uznání svého legitimního původu a celý svůj život strávil ve vězení, aby nemohl ohrozit novou dynastii Trastamára. Byl totiž zmíněn v otcově závěti jako dědic trůnu v případě úmrtí králových potomků s Marií z Padilly.
Juana krále přežila a zemřela v srpnu 1374. K poslednímu odpočinku byla uložena v katedrále v Santiagu de Compostela.